# Пнятин
Пня́тин — село в Україні, у Перемишлянській міській громаді Львівського району Львівської області.. Населення становить 203 особи.

## Географія
У селі бере початок річка Ладанці, права притока Марушки.

## Історія
У податковому реєстрі 1515 року село згадується як спустошене. У 1552 році власником села був Львівський архієпископ, у 1661 році власниками села були Бидльовський та Тиравський, а 1711 року — пан Калиновський.

### Боротьба УПА
Відв'язавшися (мова про бій під Уневом) від большевиків, 30 вересня 1944 року в год. 24-тій цілий курінь форсовним маршем пішов лісами поміж Липівцями та Боршевом і в год. 10-тій дня 1 жовтня 1944 року став на короткий відпочинок в лісі коло с. Пнятина. Стрільці змучені цілоденним боєм і десятигодинним маршем положилися відпочивати, а кухарі варити обід. В часі обіду в год. 16 розвідка донесла, що до с. Пнятина приїхали танки. Курінний Яструб, не чекаючи кінця обіду дав наказ готовитися до відходу і виїздити таборами в напрямі Полюхова. Коли переднє забезпечення вийшло з лісу і доходило до залізничного тору, то побачили три танки, які перетинали куреневі дорогу відступу. Побачивши танки, переднє забезпечення і табор повернули до лісу. На наказ курінного всі відділи зайняли становища і мали завдання не пустити ворога до лісу. Курінний Яструб, взявши зі собою протитанковий кріс, пішов у бойову лінію і особисто одним пострілом в танк збив його зі шляху та знешкодив, чим примусив інші танки перестати під'їздити до лісу. Большевики, догонивши нас танком коло с. Пнятина мали завдання зв'язати нас зі собою боєм, притримати в лісі до другого дня і підтягнути більші сили, щоб нас зліквідувати. Ворог обставив всі лісові дороги, щоби нам віддати відступ до більших комплексів лісу, але ми, дочекавши вечора, тихо вийшли з лісу, не натрапивши на жодну ворожу заставу і пішли в південно-східному напрямі. Як виявилося пізніше большевики про наш відхід не знали, бо на другий день почали наступати на ліс з кількох сторін і натрапивши на других розпочали сильну стрілянину між собою. Бій між ними тривав досить довго і як орієнтуватися на розмові цивільного населення, мали великі втрати вбитими і раненими. Остаточно по кількагодинному бою якось порозумілися і втративши по «бандерівцях» слід, завернули до Перемишлян. В бою під с. Пнятином з нашого боку загинуло — семеро стрільців, поранено — трьох стрільців. В бою під с. Уневом і в облаві під с. Пнятином брало участь 1000 большевиків, які маючи танки не могли розбити нашого відділу. Загальні втрати большевиків стверджені остаточно нашою розвідкою виносять 353 вбитих і поранених.
2 січня 1948 року підрозділ НКВС проводив в околицях села облаву.
6 січня 1948 року підрозділ НКВС у складі 8 чоловік зайшли в хату, де були 2 повстанці. Повстанці вбили 2-х (один з них капітан) ще двох поранили. Бійці УПА відступили без втрат. Господиню дому комуністи арештували, її майно конфіскували. Пізніше її звільнили.
10 січня 1948 року комуністи знову проводили в селі облаву. В господарствах селян валили печі, розбирали загати, грабували. Награбоване майно вантажили у підводи та відправляли у район. У священника забрали м'ясні припаси. Під час облави було заарештовано 7 осіб. Пізніше їх звільнили.

## Церква
- храм Воздвиження Чесного і Животворчого Хреста Господнього (ПЦУ). Належить до Перемишлянського деканату, Львівської єпархії УАПЦ.
- храм св. Архистратига Михаїла (УГКЦ).